# R239 (Russland)
Die R239 ist eine Fernstraße föderaler Bedeutung in Russland.
Sie beginnt bei Kasan und führt in südlicher Richtung über Almetjewsk und Orenburg bis zur kasachischen Grenze bei Sagartschin. Von dort geht es weiter auf der kasachischen A24 nach Aqtöbe. Die R239 ist zwischen Orenburg und der kasachischen Grenze Teil des Westeuropa-Westchina-Verkehrskorridors.
Parallel zur Fernstraße R239 zwischen Alexejewskoje und Almetjewsk verläuft die neu gebaute Mautautobahn Schali–Bawly die zukünftig den Verkehr entlasten soll.